# St. Salvator (Holler)

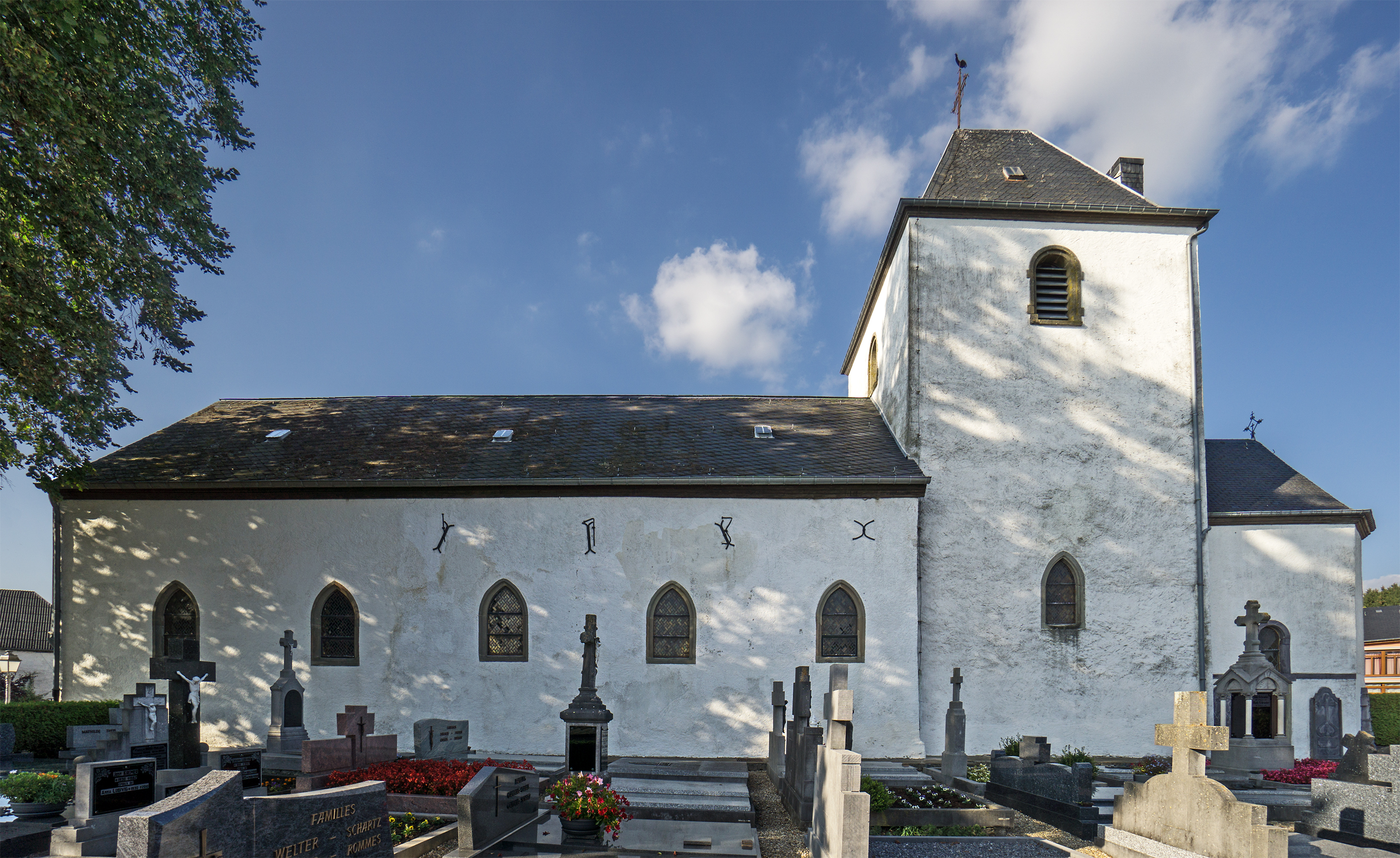
St. Salvator

Die Kirche St. Salvator in Holler im Großherzogtum Luxemburg ist eine römisch-katholische Kirche, die zur Pfarrei Weiswampach im Dekanat Norden des Erzbistums Luxemburg gehört.

## Geschichte
Das Dorf Holler gehörte im Mittelalter zum Territorium der Abtei Prüm und war von strategischer Bedeutung. Aus dieser Zeit stammt auch der Name der Kirche. Der Glockenturm stammt aus dem 12. Jahrhundert. Im 14. Jahrhundert wurde das Kirchenschiff angebaut. Die Ausstattung (Haupt- und Seitenaltäre, Predigtkanzel) wurde im 18. Jahrhundert im barocken Stil von den Brüdern N. und E. Hennes aus Neuerburg geschaffen. Im Jahre 1859 erweiterte der Architekt Karl Arendt die Kirche um zwei Joche nach Westen und senkte den Fußboden ab.
Am 23. März 2012 wurde die Kirche als Nationaldenkmal eingestuft.

## Beschreibung
Der gedrungene Glockenturm erhebt sich über dem Chor als Chorturm. Die leichten, fließenden Linien des barocken Altars stehen im Kontrast zu den strengen architektonischen Linien des Kirchenraums mit seinem spätromanisch-gotischen Kreuzrippengewölben. Die Spitzbögen mit ihren fein verzierten Rippen und die geschnitzten Schlusssteine lassen die Größe der Vergangenheit erahnen.